# Storbritanniens Grand Prix
Storbritanniens Grand Prix är en deltävling i formel 1-VM som körs på Silverstonebanan i Storbritannien. 
Storbritanniens Grand Prix kördes första gången på Brooklands 1927. Det första formel 1-loppet, Storbritanniens Grand Prix 1950, Race # 1, kördes på Silverstone den 13 maj 1950. Tävlingen har även körts på två andra banor, Aintree Circuit och Brands Hatch. 

## Vinnare av Storbritanniens Grand Prix
Ljusröd bakgrund betyder att loppet inte ingick i formel 1-VM.
| År          | Bana           | Förare                | Konstruktör      |
| ----------- | -------------- | --------------------- | ---------------- |
| 1926        | Brooklands     | Louis Wagner          | Delage           |
| 1926        | Brooklands     | Robert Sénéchal       | Delage           |
| 1927        | Brooklands     | Robert Benoist        | Delage           |
| 1928 - 1947 | Inga tävlingar | Inga tävlingar        | Inga tävlingar   |
| 1948        | Silverstone    | Luigi Villoresi       | Maserati         |
| 1949        | Silverstone    | Toulo de Graffenried  | Maserati         |
| 1950        | Silverstone    | Nino Farina           | Alfa Romeo       |
| 1951        | Silverstone    | José Froilán González | Ferrari          |
| 1952        | Silverstone    | Alberto Ascari        | Ferrari          |
| 1953        | Silverstone    | Alberto Ascari        | Ferrari          |
| 1954        | Silverstone    | José Froilán González | Ferrari          |
| 1955        | Aintree        | Stirling Moss         | Mercedes-Benz    |
| 1956        | Silverstone    | Juan Manuel Fangio    | Ferrari          |
| 1957        | Aintree        | Stirling Moss ·       | Vanwall          |
| 1957        | Aintree        | Tony Brooks           | Vanwall          |
| 1958        | Silverstone    | Peter Collins         | Ferrari          |
| 1959        | Aintree        | Jack Brabham          | Cooper-Climax    |
| 1960        | Silverstone    | Jack Brabham          | Cooper-Climax    |
| 1961        | Aintree        | Wolfgang von Trips    | Ferrari          |
| 1962        | Aintree        | Jim Clark             | Lotus-Climax     |
| 1963        | Silverstone    | Jim Clark             | Lotus-Climax     |
| 1964        | Brands Hatch   | Jim Clark             | Lotus-Climax     |
| 1965        | Silverstone    | Jim Clark             | Lotus-Climax     |
| 1966        | Brands Hatch   | Jack Brabham          | Brabham-Repco    |
| 1967        | Silverstone    | Jim Clark             | Lotus-Ford       |
| 1968        | Brands Hatch   | Jo Siffert            | Lotus-Ford       |
| 1969        | Silverstone    | Jackie Stewart        | Tyrrell          |
| 1970        | Brands Hatch   | Jochen Rindt          | Lotus-Ford       |
| 1971        | Silverstone    | Jackie Stewart        | Tyrrell-Ford     |
| 1972        | Brands Hatch   | Emerson Fittipaldi    | Lotus-Ford       |
| 1973        | Silverstone    | Peter Revson          | McLaren-Ford     |
| 1974        | Brands Hatch   | Jody Scheckter        | Tyrrell-Ford     |
| 1975        | Silverstone    | Emerson Fittipaldi    | McLaren-Ford     |
| 1976        | Brands Hatch   | Niki Lauda            | Ferrari          |
| 1977        | Silverstone    | James Hunt            | McLaren-Ford     |
| 1978        | Brands Hatch   | Carlos Reutemann      | Ferrari          |
| 1979        | Silverstone    | Clay Regazzoni        | Williams-Ford    |
| 1980        | Brands Hatch   | Alan Jones            | Williams-Ford    |
| 1981        | Silverstone    | John Watson           | McLaren-Ford     |
| 1982        | Brands Hatch   | Niki Lauda            | McLaren-Ford     |
| 1983        | Silverstone    | Alain Prost           | Renault          |
| 1984        | Brands Hatch   | Niki Lauda            | McLaren-TAG      |
| 1985        | Silverstone    | Alain Prost           | McLaren-TAG      |
| 1986        | Brands Hatch   | Nigel Mansell         | Williams-Honda   |
| 1987        | Silverstone    | Nigel Mansell         | Williams-Honda   |
| 1988        | Silverstone    | Ayrton Senna          | McLaren-Honda    |
| 1989        | Silverstone    | Alain Prost           | McLaren-Honda    |
| 1990        | Silverstone    | Alain Prost           | Ferrari          |
| 1991        | Silverstone    | Nigel Mansell         | Williams-Renault |
| 1992        | Silverstone    | Nigel Mansell         | Williams-Renault |
| 1993        | Silverstone    | Alain Prost           | Williams-Renault |
| 1994        | Silverstone    | Damon Hill            | Williams-Renault |
| 1995        | Silverstone    | Johnny Herbert        | Benetton-Renault |
| 1996        | Silverstone    | Jacques Villeneuve    | Williams-Renault |
| 1997        | Silverstone    | Jacques Villeneuve    | Williams-Renault |
| 1998        | Silverstone    | Michael Schumacher    | Ferrari          |
| 1999        | Silverstone    | David Coulthard       | McLaren-Mercedes |
| 2000        | Silverstone    | David Coulthard       | McLaren-Mercedes |
| 2001        | Silverstone    | Mika Häkkinen         | McLaren-Mercedes |
| 2002        | Silverstone    | Michael Schumacher    | Ferrari          |
| 2003        | Silverstone    | Rubens Barrichello    | Ferrari          |
| 2004        | Silverstone    | Michael Schumacher    | Ferrari          |
| 2005        | Silverstone    | Juan Pablo Montoya    | McLaren-Mercedes |
| 2006        | Silverstone    | Fernando Alonso       | Renault          |
| 2007        | Silverstone    | Kimi Räikkönen        | Ferrari          |
| 2008        | Silverstone    | Lewis Hamilton        | McLaren-Mercedes |
| 2009        | Silverstone    | Sebastian Vettel      | Red Bull-Renault |
| 2010        | Silverstone    | Mark Webber           | Red Bull-Renault |
| 2011        | Silverstone    | Fernando Alonso       | Ferrari          |
| 2012        | Silverstone    | Mark Webber           | Red Bull-Renault |
| 2013        | Silverstone    | Nico Rosberg          | Mercedes         |
| 2014        | Silverstone    | Lewis Hamilton        | Mercedes         |
| 2015        | Silverstone    | Lewis Hamilton        | Mercedes         |
| 2016        | Silverstone    | Lewis Hamilton        | Mercedes         |
| 2017        | Silverstone    | Lewis Hamilton        | Mercedes         |
| 2018        | Silverstone    | Sebastian Vettel      | Ferrari          |
| 2019        | Silverstone    | Lewis Hamilton        | Mercedes         |
| 2020        | Silverstone    | Lewis Hamilton        | Mercedes         |
| 2021        | Silverstone    | Lewis Hamilton        | Mercedes         |
| 2022        | Silverstone    | Carlos Sainz          | Ferrari          |
| 2023        | Silverstone    | Max Verstappen        | Red Bull         |